# قاي كومبز
قاي كومبز (بالإنجليزية: Guy Coombs)‏ هو ممثل أمريكي، ولد في 27 ديسمبر 1888 في واشنطن العاصمة في الولايات المتحدة، وتوفي في 29 ديسمبر 1947 في لوس أنجلوس في الولايات المتحدة.

## وصلات خارجية
- قاي كومبز على موقع IMDb (الإنجليزية)
- قاي كومبز على موقع أول موفي (الإنجليزية)
- قاي كومبز على موقع قاعدة بيانات الأفلام السويدية (السويدية)
- قاي كومبز على موقع قاعدة بيانات الفيلم (الإنجليزية)
- قاي كومبز على موقع كينوبويسك (الروسية)